# Фуши
Фуши (фр. Fouchy) — коммуна на северо-востоке Франции в регионе Гранд-Эст (бывший Эльзас — Шампань — Арденны — Лотарингия), департамент Нижний Рейн, округ Селеста-Эрстен, кантон Мюциг. До марта 2015 года коммуна административно входила в состав упразднённого кантона Вилле (округ Селеста-Эрстен).
Площадь коммуны — 7,87 км², население — 597 человек (2006) с тенденцией к росту: 665 человек (2013), плотность населения — 84,5 чел/км².

## Население
Население коммуны в 2011 году составляло 668 человек, в 2012 году — 669 человек, а в 2013-м — 665 человек.
| 1962 | 1968 | 1975 | 1982 | 1990 | 1999 | 2006 | 2008 | 2011 | 2012 | 2013 |
| ---- | ---- | ---- | ---- | ---- | ---- | ---- | ---- | ---- | ---- | ---- |
| 555  | 486  | 458  | 482  | 509  | 568  | 597  | 627  | 668  | 669  | 665  |

Динамика населения:

## Экономика
В 2010 году из 418 человек трудоспособного возраста (от 15 до 64 лет) 327 были экономически активными, 91 — неактивными (показатель активности 78,2%, в 1999 году — 71,5%). Из 327 активных трудоспособных жителей работали 298 человек (170 мужчин и 128 женщин), 29 числились безработными (14 мужчин и 15 женщин). Среди 91 трудоспособных неактивных граждан 31 были учениками либо студентами, 31 — пенсионерами, а ещё 29 — были неактивны в силу других причин.

## Достопримечательности (фотогалерея)
- Главная улица
- Здание мэрии
- Церковь
- Часовня
- Святыня возле часовни